# Bjelave-Synagoge

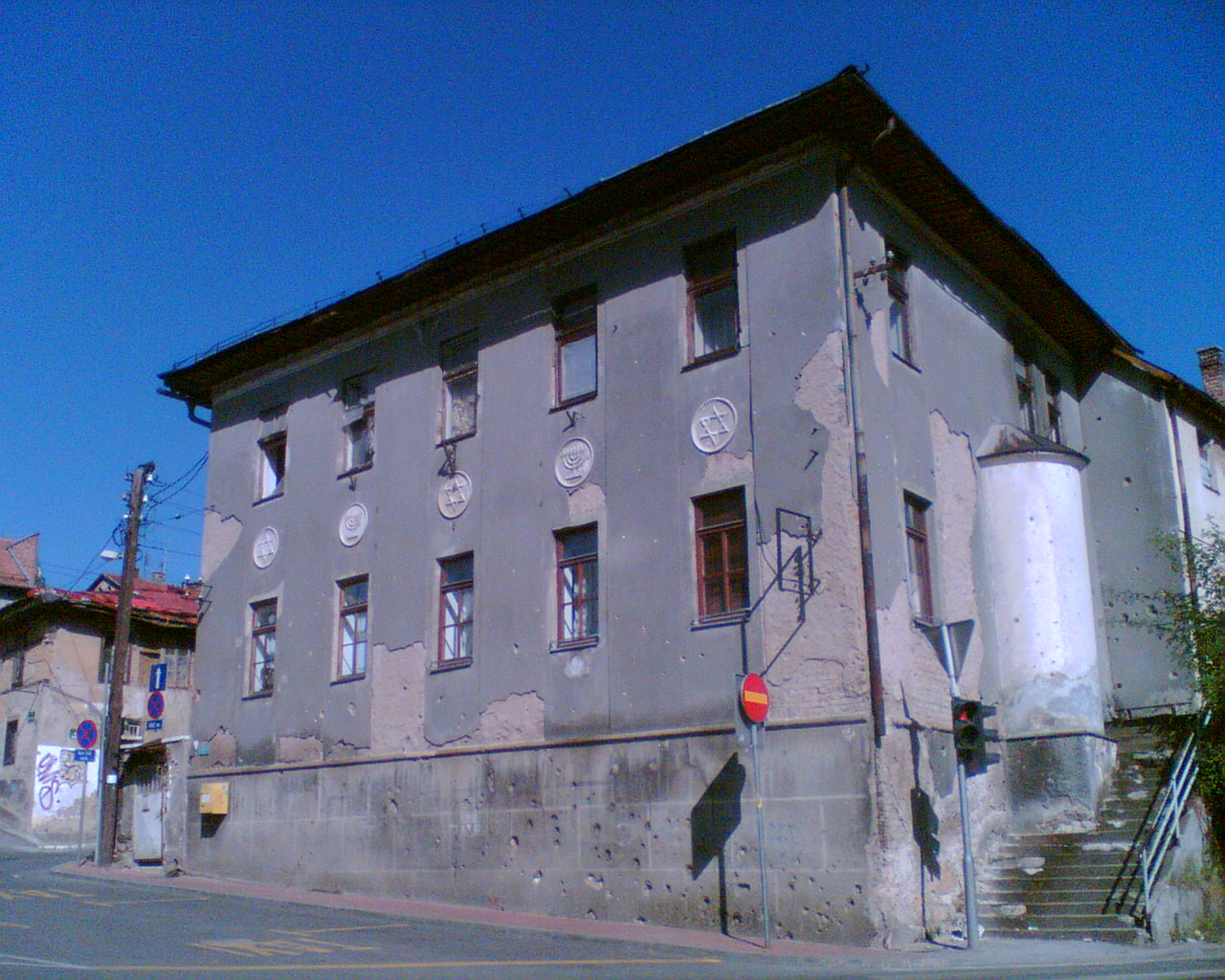
Bjelave-Synagoge

Die Bjelave-Synagoge (auch Ladino Il Kal Di La Bilava, Bet Tefila) war der jüdische Sakralbau des Stadtviertels Bjelave in Sarajevo in Bosnien und Herzegowina.

## Lage
Die Synagoge befindet sich an der Ostseite des Mejtaš-Platzes zwischen den Straßen „Ivana Cankara“ und „Mehmed-paše Sokolovića“ in der općina Sarajevo-Centar. 

## Geschichte
In dem Gebiet nordwestlich des Basarviertels, bei dem sich ein christliches Dorf namens Bilave befand, entwickelten sich in der osmanischen Zeit verschiedene muslimische Mahale sowie der zentrale Platz Mejtaš. Dieser hat seinen Namen vermutlich von einem dort befindlichen Stećak, denn sein Name stammt aus der türkischen Sprache (Meyt-taş) und bedeutet „Toten-Stein“. Denkbar ist aber auch, dass er nach einem dort befindlichen Friedhof einer der Moscheen benannt wurde, der einen Stein zur Ablage von Toten besaß. Der Name Mejtaš etablierte sich bald als Oberbegriff für den zentralen Platz und seine Straßen, wohingegen Bjelave heute den Bereich nördlich, östlich und westlich davon bezeichnet. Als dort die Synagoge im Jahr 1901 erbaut wurde, war sie Symbol für das friedliche Zusammenleben der Religionen, denn sie entstand in unmittelbarer Nähe mehrerer Moscheen sowie einer katholischen Kirche. Verdient um die Gründung machte sich insbesondere der Rabbi Avram Papo. Der Neubau galt als das größte und schönste Gebäude des Viertels.
Der Synagogenneubau zeigt, wie sich das jüdische Leben in der Zeit um das Jahr 1900 zunehmend in die Breite verlagerte, nachdem es jahrhundertelang den „Velika avlija Laure Papo Bohorete“ (deutsch großer Hof der Laura Papo Bohoreta) mit den Synagogen Stari Hram und dem Novi Hram als religiösen Mittelpunkt ansah. Historisch gesehen war die Bjelave-Synagoge das dritte sephardische Gotteshaus der Stadtgeschichte, ein Jahr später wurde die aschkenasische Synagoge eröffnet, im Jahr darauf eine kleine sephardische Synagoge in der Straße „Ćemaluša“. Zu diesem Zeitpunkt lebten bereits viele Juden in Bjelave. Mit der Etablierung des NDH-Staates musste die Gemeinde die Synagoge im Jahr 1941 schließen. Zudem wurde sie verwüstet und geplündert. Da ein Großteil der Juden Sarajevos in Konzentrationslagern wie dem KZ Jasenovac ermordet wurde, konnte die Synagoge nicht mehr weiter betrieben werden. Nach dem Zweiten Weltkrieg wurde die Synagoge verstaatlicht, zunächst als Schule genutzt und schließlich in ein Wohngebäude umgewandelt. Somit entging sie – anders als die Moscheen des Umfelds, die bereits zuvor der Urbanisierung der Gegend zum Opfer fielen (Armaganuša-Moschee 1914, Džamija Dudi Bule hatun 1927) oder auch drei der acht Synagogen – bis heute dem Abriss.
Zeitweise lebten in dem Gebäude Hausbesetzer. Im Jahr 2008 übernahm die jüdische Gemeinde die ehemalige Synagoge und 2010 wurde erstmals der unzugängliche Dachboden genauer untersucht und Relikte jüdischen Lebens sichergestellt. Es gab damals Pläne, in dem vernachlässigten Gebäude, das sich die Vereine „Bet tefila“ und „Ezrat jetomim“ teilten, nach einer Renovierung zusammen mit dem Stadtarchiv ein Dokumentationszentrum zur Erforschung der Geschichte der Juden von Bosnien und Herzegowina sowie ein Zentrum für Holocaust-Erziehung einzurichten, nachdem man es bereits entrümpelt hatte.

## Name
Die sephardische Synagoge erhielt den Namen Il Kal Di La Bilava, wobei das Ladino-Wort „Kal“ über das Wort „Kahal“ vom hebräischen Wort für Gemeinde „Kehillah“ entlehnt ist und auch in anderen Städten Bosniens und der Herzegowina als Bezeichnung für die Synagoge gewählt wurde. Daneben wird heute häufiger die Bezeichnung als Bet tefila (deutsch Gebetshaus) gebraucht.

## Baubeschreibung
Wie für die sephardischen Synagogen der Stadt üblich wurde das Gebäude zweietagig errichtet, um so den Aufenthalt der Frauen während des Gottesdienstes im Obergeschoss zu gewährleisten. Die Hauptfassade des Bauwerks zeigt zum Platz hin und besitzt fünf Achsen, wobei jede Fensterachse zusätzlich durch eine Reliefplatte betont wird. Diese zeigen im Wechsel den Davidstern und die Menora.